# 14プリンセス 〜PRINCESS PRINCESS CHILDREN〜
『14プリンセス 〜PRINCESS PRINCESS CHILDREN〜』（フォーティーン・プリンセス　プリンセス・プリンセス・チルドレン）は、プリンセス・プリンセスのトリビュート・アルバム。2006年3月8日にエスエムイーレコーズよりリリースされた。

## 解説
解散10周年記念として作成された。人気「着うた」上位14曲を収録。
『プリ2 〜PRINCESS PRINCESS BEST OF BEST〜』と同曲目。
ジャケットはやまだないとによる描き下ろし。

## 収録曲
1. 19 GROWING UP -ode to my buddy- [4:21]
歌：玉置成実
  - 4thシングル
2. KISS [3:52]
歌：北出菜奈[1]
  - 11thシングル
3. Diamonds [4:34]
歌：ユンナ
  - 7thシングル
4. M [4:21]
歌：RYTHEM
  - シングル「Diamonds」カップリング
5. 世界でいちばん熱い夏 [4:04]
歌：ナチュラル ハイ
  - 8thシングル
6. OH YEAH! [3:33]
歌：ホイフェスタ
  - 9thシングル
7. ジュリアン [5:44]
歌：kazami
  - 10thシングル
8. パレードしようよ [4:48]
歌：wiz-us
  - アルバム『LOVERS』収録
9. パパ [5:16]
歌：伊沢麻未
  - シングル「OH YEAH!」・アルバム『LOVERS』『PRESENTS』収録
10. GET CRAZY! [4:01]
歌：いきものがかり[2]
  - 6thシングル
11. GO AWAY BOY [3:48]
歌：町本絵里
  - 5thシングル
12. SEVEN YEARS AFTER [4:30]
歌：高田梢枝
  - 12thシングル
13. ジャングルプリンセス [4:30]
歌：NIRGILIS
  - 13thシングル
14. 友達のまま [5:26]
歌：AMADORI
  - アルバム『LOVERS』『PRESENTS』収録